# Joel Bergman
Joel Bergman, född 20 augusti 1936 i Los Angeles i Kalifornien, död 24 augusti 2016, var en amerikansk arkitekt.
Bergman är känd för att ha varit arkitekten bakom ett flertal framträdande hotell och kasinon i USA, särskilt i Las Vegas, Nevada. Bland annat Trump Hotel Las Vegas (2008), The Mirage (1989) och världens näst största hotell MGM Grand Hotel (2005, 2006).